# Damian Harris
Pour les articles homonymes, voir Harris.
 Damian Harris est un réalisateur et scénariste anglais, né le 2 août 1958 à Londres. Il est le fils de l'acteur irlandais Richard Harris et l'actrice galloise Elizabeth Rees-Williams. Il est le frère des acteurs Jamie Harris et Jared Harris.

## Filmographie
- 1989 :  Le Dossier Rachel  (The Rachel Papers)
- 1991 : Trahie (Deceived)
- 1995 : Duo mortel (Bad Company)
- 2000 : Amours mortelles (Mercy)
- 2008 : Gardens of the Night
- 2017 : The Wilde Wedding